# Điêu Thuyền
Điêu Thuyền (tiếng Trung: 貂蟬; bính âm: diào chán), thường phiên âm là Điêu Thuyền, là một mỹ nhân xinh đẹp nổi tiếng xuất hiện trong truyền thuyết dân gian Trung Hoa. Nhân vật này được biết đến rộng rãi bắt nguồn từ tiểu thuyết Tam Quốc diễn nghĩa do La Quán Trung hư cấu dựa trên những truyền thuyết dân gian.
Với sắc đẹp được ví như Bế nguyệt (閉月; khiến trăng phải thẹn mà nấp sau mây), nàng được xem là một trong Tứ đại mỹ nhân Trung Hoa trong văn hóa Trung Quốc thời kỳ đương đại. Dù được cho là nhân vật hư cấu từ tiểu thuyết dã sử, nhưng hình tượng Điêu Thuyền vẫn được văn hóa dân gian trân trọng và lưu giữ, được đúc kết tái hiện lại trong các câu chuyện liên quan đến Đổng Trác và Lã Bố trong văn hóa Trung Hoa, phổ biến qua hí kịch gọi Phụng Nghi đình (凤仪亭).
Với sắc đẹp và tài năng khéo léo của mình, theo tình tiết của tiểu thuyết, Điêu Thuyền đã vì muốn báo đáp công ơn nuôi dưỡng của cha nuôi Vương Doãn mà nguyện làm cho bánh xe lịch sử phải đổi hướng khi khiến Đổng Trác bị giết bởi Lữ Bố vì giành giật nàng. Dân gian tôn sùng nàng như một người có thật, cho rằng nàng tên Nhâm Hồng Xương (任红昌) được cho là xuất xứ từ trong vở kịch mang tên "Liên hoàn kế", con gái một nhạc kỹ kép hát, người ở Lâm Thao, Định Tây, Cam Túc, có thuyết là ở Hãn Châu, Sơn Tây, lại cho là Mễ Chi, Thiểm Tây. Một số nơi lại cho rằng nàng chính là vợ trước của Tần Nghi Lộc, tức Đỗ Tú Nương (杜秀娘), mẹ của Tần Lãng. Cứ như thế, hình tượng Điêu Thuyền trở nên bất tử trong văn hóa dân gian Trung Hoa./.

## Khảo chứng
Theo Tam quốc chí, phần Lã Bố truyện do Trần Thọ chủ biên, không có nhắc tới bất cứ ai tên Điêu Thuyền mà chỉ có đề cập: "Trác thường gọi Bố vào trong các, Bố cùng thị tỳ của Trác lén tư thông. Sau sợ sự việc phát giác, tâm không tự an". Tuy nhiên, lịch sử có ghi lại rằng Lữ Bố có tư thông với một thị tỳ của Đổng Trác, nhưng sử sách không có ghi chép lại tên của nàng.
Về sau, có người thời nhà Thanh là Bình Bộ Thanh, ở Tiểu Tê Hà thuyết bại (小栖霞说稗) nói rằng tác phẩm Khai Nguyên chiêm kinh thời Đường, cuốn 33, đề mục Mê hoặc con gái Phạm Tu (Huỳnh hoặc Phạm Tu nữ chiêm) phần chú thích ghi lại trong sách Hán Thư thông chí (漢書通志) có câu: "Tào Tháo chưa đắc chí, trước dụ Đổng Trác, tiến Điêu Thuyền để mê hoặc". Tuy nhiên, sách Hán Thư thông chí đã thất truyền, còn khi tra trong Khai Nguyên chiêm kinh lại không hề có dòng nào như vậy.

## Hình tượng nghệ thuật

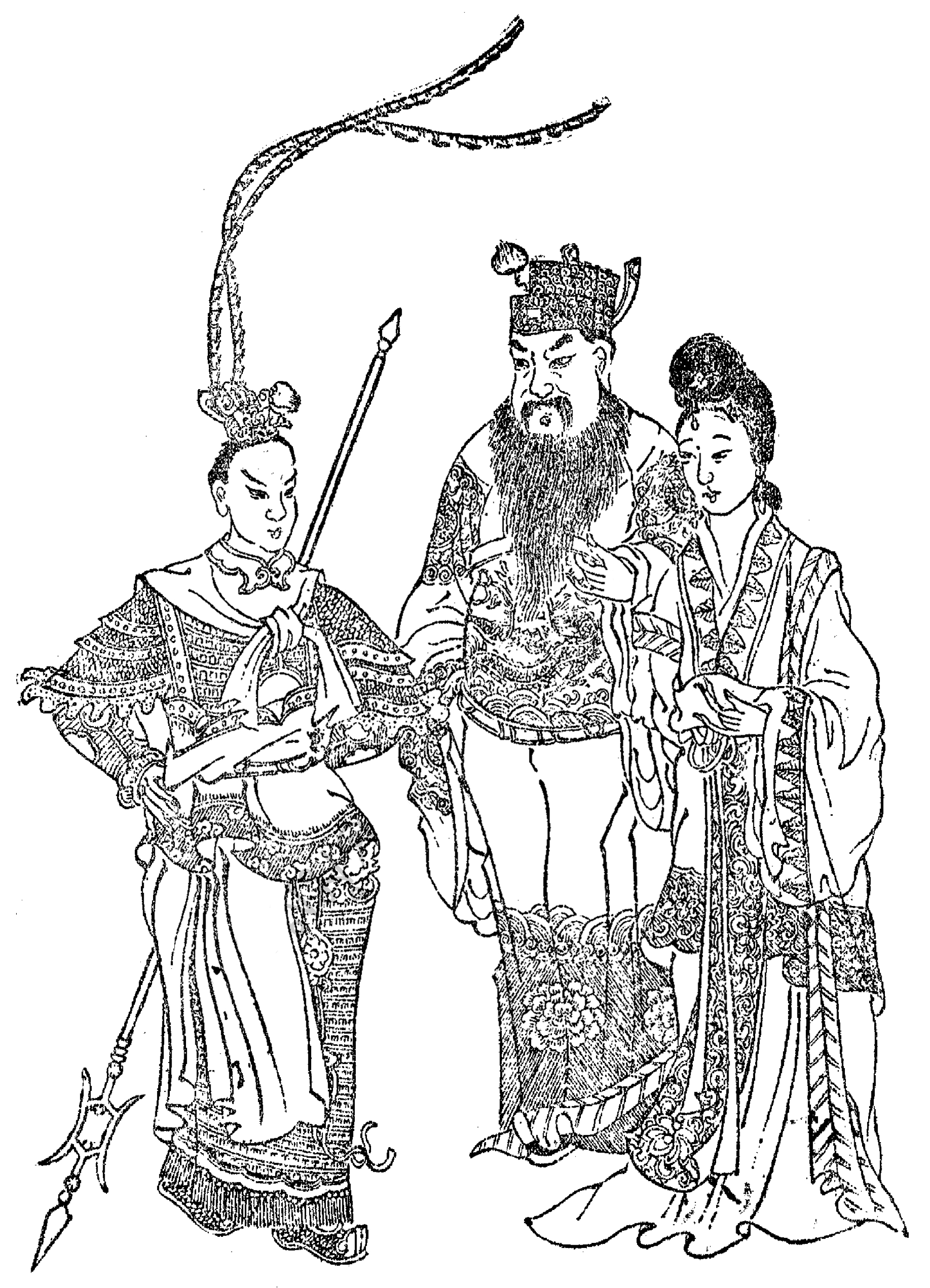
Tranh vẽ minh họa cho Tam quốc diễn nghĩa, chương 3, có Đổng Trác, Lã Bố và Điêu Thuyền.

Một tạp khúc thời nhà Nguyên tên Cẩm Vân đường Ám định liên hoàn kế, có nói đến nhân vật Điêu Thuyền, được cho là xuất hiện sớm nhất. Theo tạp khúc, Điêu Thuyền vốn là người Sơn Tây, là con gái Nhâm Ngang (任昂), tiểu tự Hồng Xương (紅昌), do vào hậu cung của Hán Linh Đế, nàng nhận một chức quan gọi điêu thuyền, do vậy mới có tên gọi như vậy.
Tác phẩm Tam quốc chí bình thoại khuyết danh thời Nguyên gồm 3 cuốn, được đánh giá là một trong những tác phẩm lớn thời Nguyên, là một trong những nguồn tư liệu chính để La Quán Trung sáng tác nên Tam quốc diễn nghĩa. Trong tác phẩm này, Điêu Thuyền họ Nhâm, tiểu danh Điêu Thuyền, là người Lâm Thao, Định Tây, nguyên phối thê tử của Lã Bố khi cả hai còn ở quê. Về sau ly tán, Điêu Thuyền trở thành tỳ nữ cho Vương Doãn. Biết được thân phận của nàng, Vương Doãn bèn mở tiệc yết kiến Thái sư Đổng Trác, khiến Điêu Thuyền bị Trác si mê, mặt khác Vương Doãn lại sắp xếp để Điêu Thuyền và Lã Bố tương phùng, hứa hẹn ngày cả hai người đoàn tụ. Đêm sau, Vương Doãn đưa Điêu Thuyền đến nhà Đổng Trác, làm cho Trác nghĩ Doãn hiến Điêu Thuyền cho mình, nên ân ái một đêm. Lã Bố nghe tin giận tím mặt, bèn đem binh khí đến giết Đổng Trác.
Trong tiểu thuyết Tam quốc diễn nghĩa, La Quán Trung đã dựa vào những yếu tố có sẵn mà sáng tạo nên nhân vật Điêu Thuyền mà ngày nay biết đến nhiều nhất. Trong tiểu thuyết, Điêu Thuyền là một thiếu nữ thuộc tầng lớp nô lệ, chẳng may đã mồ côi cha mẹ từ nhỏ nên bán mình vào trong cung hầu hạ. Về sau do loạn Thập thường thị, nàng ta bèn trốn thoát được ra khỏi cung, cuối cùng xin vào hầu trong phủ nhà Tư đồ Vương Doãn - một đại thần quyền cao chức trọng trung thành với nhà Hán. Trong lúc đó, một mặt an phận sống trong phủ, một mặt chứng kiến chủ nhân là Vương Doãn ngày đêm lo lắng vương triều nhà Hán bị Đổng Trác thao túng, khiến Điêu Thuyền cảm thấy chạnh lòng. Một đêm, Điêu Thuyền ở dưới ánh trăng dâng hương cầu nguyện trời cao, nguyện vì chủ nhân lo lắng. Vương Doãn tình cờ nhìn thấy, lại thấy nhan sắc của Điêu Thuyền động lòng người, Vương Doãn bèn cảm động nhận nàng làm con nuôi và bày tỏ xin Điêu Thuyền thực hiện kế sách được ông gọi là Liên hoàn Mỹ nhân kế (连环美人计), mục đích khiến Đổng Trác và Lã Bố tự diệt.
Kế sách này chính là khiến hai cha con bất bại Đổng Trác cùng Lã Bố trở mặt nhau, từ đó mới có cơ hội chấn hưng triều Hán. Để thực hiện kế sách này, một mặt Vương Doãn dâng Điêu Thuyền cho Lã Bố, hứa sẽ đính hôn với y, nhưng sau đó lại lén mời Đổng Trác đến nhà khiến Trác mê mẩn Điêu Thuyền, nhân đó Vương Doãn khéo léo "chủ động" ưng thuận đưa Điêu Thuyền làm thiếp cho Trác. Vương Doãn cũng hết sức chăm chú sự yêu mị của Điêu Thuyền, dạy nàng một mặt tỏ vẻ yêu quý Đổng Trác, nhưng khi đến với Lã Bố thì lại ra sức quyến rũ, khi đến cao trào thì Lã Bố chịu không nổi đả kích giết luôn Đổng Trác vì muốn cướp lấy Điêu Thuyền từ tay Đổng Trác. Sau đó, Tam Quốc diễn nghĩa không nói rõ kết cục của Điêu Thuyền, chỉ biết nàng được Lã Bố cưới làm thiếp, tình cảm của hai nhân vật này cũng được cho là rất mực khăng khít và sau khi Lã Bố bị Tào Tháo diệt thì hoàn toàn bặt vô âm tín.
Thế nhưng không khó để nhận thấy, Lã Bố rất yêu thương Điêu Thuyền, thậm chí còn không ngần ngại sát hại cha nuôi để có được người đẹp.
Điêu Thuyền sau đó cũng chấp nhận đi theo Lã Bố, cùng nhân vật này trải qua muôn vàn gian khổ trong thời kỳ loạn lạc, chưa bao giờ "tham phú phụ bần", càng chưa bao giờ có lấy nửa lời oán hận.
Chỉ tiếc rằng Lã Bố vong mạng trong thời loạn thế, còn Điêu Thuyền về sau cũng chẳng rõ tung tích.
Một điểm vừa đáng khen nhưng cũng rất đáng sợ ở mỹ nhân này. Đó là việc Điêu Thuyền vô cùng trọng tình nghĩa.
Năm xưa, nàng vì báo đáp ân tình của Vương Doãn mà chấp nhận tham gia vào "Liên hoàn kế", hy sinh bản thân để quyến rũ Đổng Trác và Lã Bố.
Sau khi thấy Lã Bố liều lĩnh giết chết nghĩa phụ vì mình, Điêu Thuyền lại cảm động mà sẵn lòng đi theo nhân vật này dù biết rằng sẽ phải chịu đựng muôn vàn gian khổ, hiểm nguy. Tất cả những điều này cho thấy, Điêu Thuyền vốn rất thông minh, khôn ngoan nên mới có thể lừa dối cả Đổng Trác, Lã Bố và sống bên cạnh họ.
Hơn nữa, cả Đổng Trác và Lã Bố đều là những đối thủ đáng gờm của Tào Tháo, vậy mà cả hai người này ít nhiều đều vì sự xuất hiện của Điêu Thuyền mà dẫn tới kết cục thảm hại.
Người đời thường nói, phụ nữ suy nghĩ chu đáo, cẩn thận đương nhiên có thể nghĩ ra những phương án tác chiến hoàn mỹ, như Điêu Thuyền không cần tốn một mũi tên viên đạn nào cũng có thể đánh bại Lã Bố anh hùng vô địch và Đổng Trác quyền lực ngút trời.
Nhưng nào ngờ mỹ nhân suy tính kỹ càng như vậy, cũng chỉ là hoàn thành nhiệm vụ như một quân cờ trong tay người đàn ông, liệu điều này có liên quan đến bản thân họ không? Lã Bố tướng mạo đường hoàng đã từng hại qua Điêu Thuyền chưa? Đổng Trác quyền lực ngút trời đã từng đối xử tệ bạc với mỹ nhân chưa? Tại sao lại lấy mạng của họ? Đặc biệt lấy sắc đẹp mê hoặc người khác, lấy tình cảm để giết người, cho dù vì bất cứ mục đích gì, đều thể hiện sự không công bằng.
Sau thời Tam Quốc không thể nào tìm được dấu vết của Điêu Thuyền. Đến ngay cả tác giả cũng không thể tìm được một người phụ nữ xinh đẹp có tâm hồn giản đơn (dễ dàng mắc lừa cha nuôi) lại vừa có nhiều mưu kế (dù dùng liên hoàn kế), sau khi chỉ có thể tạo ra một hình tượng hoàn mỹ, rồi lại đau khổ bỏ dở sang một bên.
Hình tượng Điêu Thuyền ngày nay thực chất chỉ là hình ảnh hư cấu của La Quán Trung, không được xác nhận trong sử sách. Lê Đông Phương nhấn mạnh vào vụ việc Lã Bố giết Đổng Trác: Người a hoàn của Đổng Trác mà Lã Bố tư thông có phải chính là Điêu Thuyền trong Tam quốc diễn nghĩa hay không, chuyện ấy hoàn toàn không quan trọng; điều quan trọng là Lã Bố đã giết Đổng Trác có sự xúi giục của Vương Doãn.

## Văn thơ ca ngợi

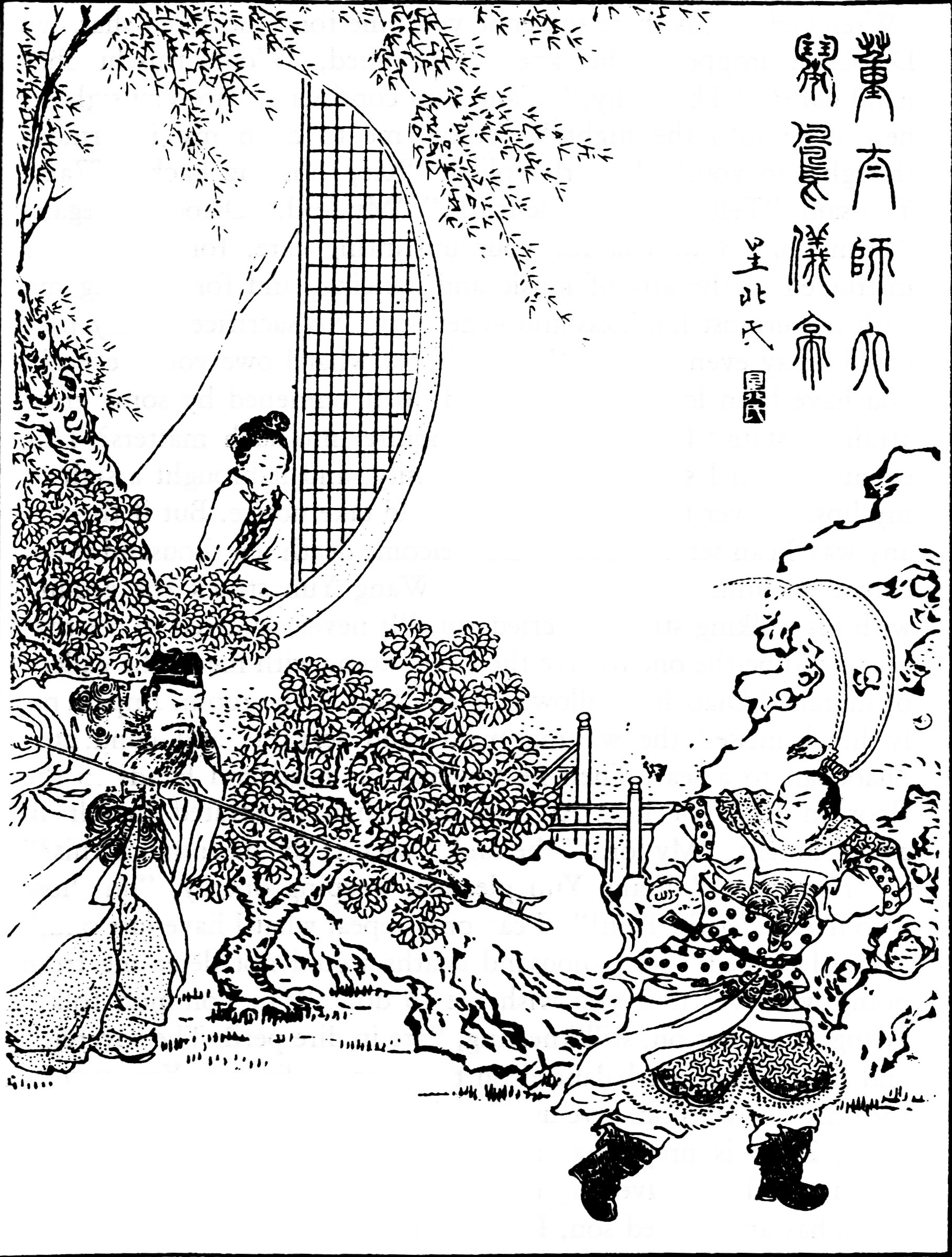
Đổng Trác đuổi Lã Bố.

Nhan sắc của Điêu Thuyền, sau hình tượng từ Tam quốc diễn nghĩa đã trở nên mỹ lệ hóa. Một đêm, Điêu Thuyền ở phía sau hoa viên bái nguyệt, bỗng nhiên gió nhẹ thổi tới, một khối mây bay khiến vầng trăng bị che mất. Vương Doãn vì muốn tuyên dương nét đẹp của con nuôi tuyệt vời thế nào, gặp người liền nói, con gái ta cùng ánh trăng sánh bằng, ánh trăng so không lại, chạy nhanh tránh ở mặt sau đám mây. Bởi vậy, Điêu Thuyền được mọi người xưng là Bế nguyệt.
Có bài hát ca ngợi vẻ đẹp của Điêu Thuyền:
| Phải người cung cũ Chiêu Dương? Xiêm y mây cuốn vương vương cánh hồng Nhẹ nhàng mình liễu như bông, Gót hài uyển chuyển trên lòng bàn taỵ Động đình lạc lối hoa bay, Lương châu thoăn thoắt sen cài bước chân Nhà vàng gió cợt cành xuân, Trăm hoa nhường vẻ thanh tân một người! |

Lại có người tả cảnh Đổng Trác mê say tiếng đàn, giọng hát, ánh mắt và vẻ xuân của nàng:
| Nhất điểm anh đào khải giáng thần. Lưỡng hàng toái ngọc phún dương xuân. Đinh hương thiệt thổ hành cương kiếm. Yêu trảm tà gian loạn quốc thần! | Một đóa anh đào chúm chím môi, Đôi hàng răng ngọc rạng xuân tươi. Hương đưa đầu lưỡi tàng hơi kiếm: Chém chết gian thần có lúc thôi! |

Đó là khi: "Rèm châu vừa cuốn lên, thì Điêu Thuyền nhè nhẹ gót hài bước ra, xiêm y thướt tha, mình liễu uyển chuyển múa trước rèm châu như tiên nữ nhập động. Điêu Thuyền lại hát. Nàng vừa cầm phách gõ nhịp cất giọng ca. Giọng trong như oanh kêu, cao như hạc gọi, khi trầm khi bổng thánh thót như rót vào tai, mà huyền huyền ảo ảo làm mê hồn tục khách"
Trong Thánh Thán Ngoại Thư, Mao Tôn Cương viết về Điêu Thuyền như sau:
"Mười tám lộ quân chư hầu không giết nổi Đổng Trác, mà một thiếu nữ đào tơ liễu yếu như Điêu Thuyền lại giết được Trác. Ba anh em Lưu, Quan, Trương hùng liệt không thắng nổi Lã Bố, mà chỉ một nàng Điêu Thuyền thắng được. Ôi, lấy chăn chiếu làm chiến trường, lấy son phấn làm khôi giáp, lấy mày ngài làm cung nỏ, lấy nước mắt nũng nịu làm tên đạn, lấy lời tình tứ ngọt ngào làm chiến lược mưu cơ. Xem thế thì cái bản lãnh của "nữ tướng quân" quả là tuyệt cao cường, đáng sợ thay!"

## Hình ảnh

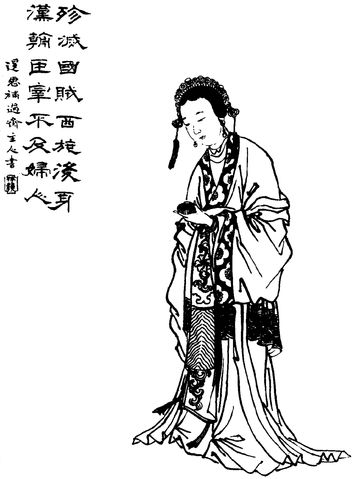
Minh họa Điêu Thuyền thời nhà Thanh
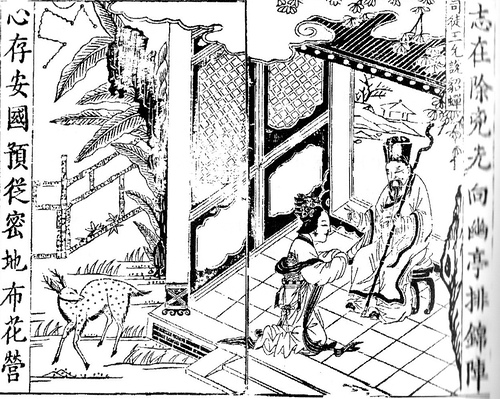
Điêu Thuyền và nghĩa phụ Vương Doãn.
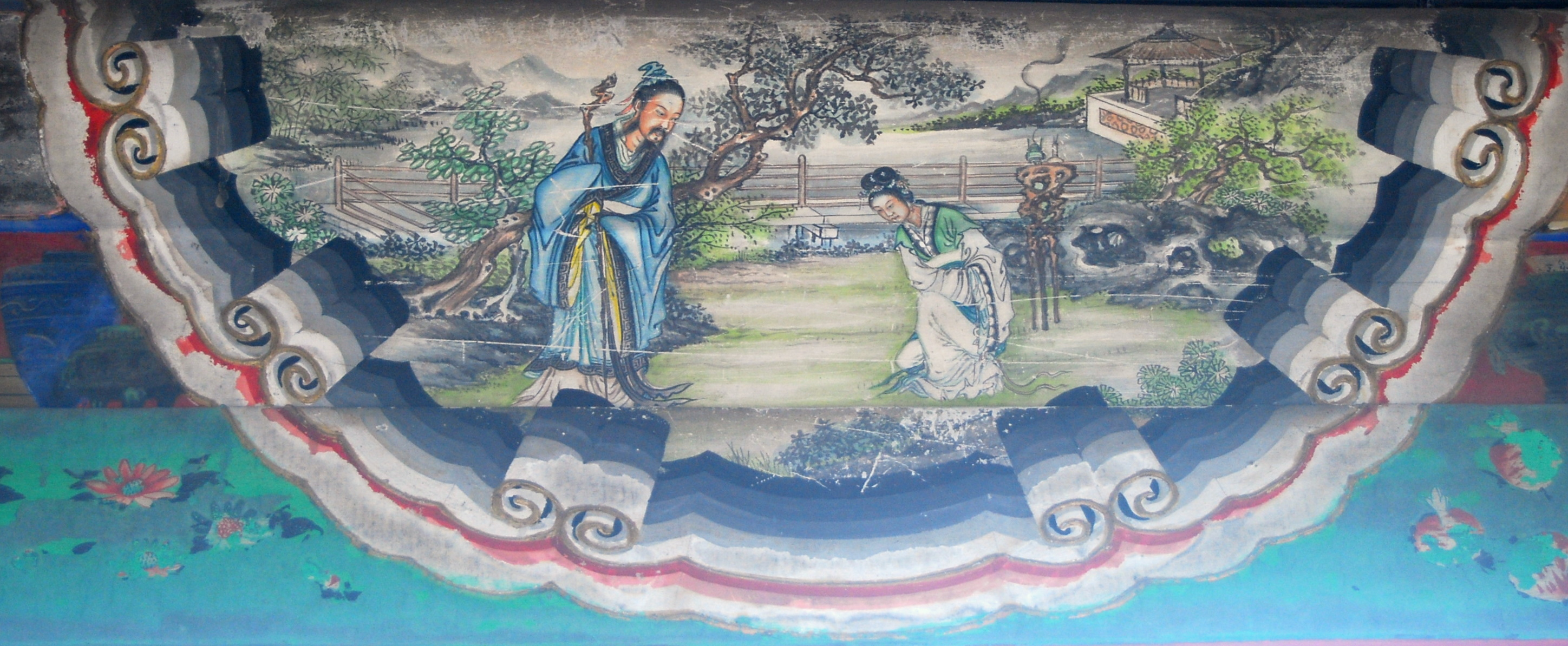
Hình minh họa Điêu Thuyền tại hành lang Di Hòa Viên.
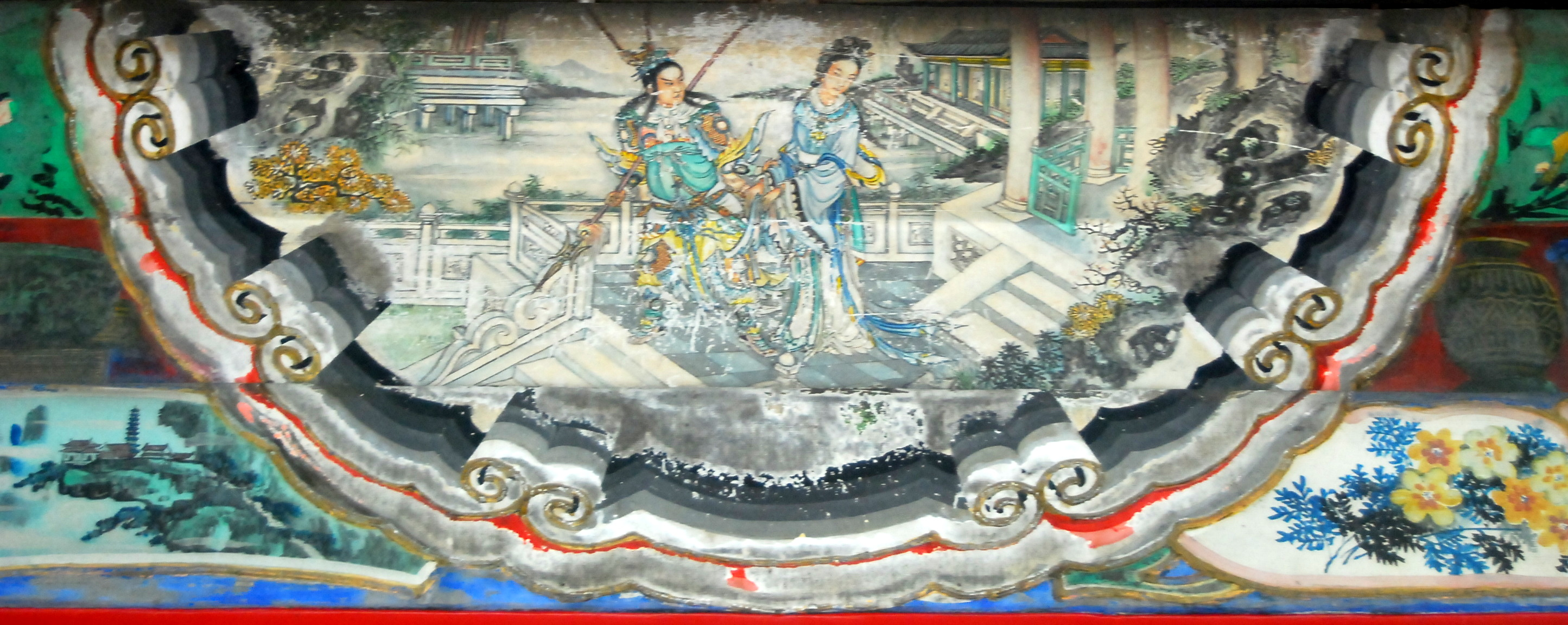
Hình minh họa Điêu Thuyền tại hành lang Di Hòa Viên.

## Điện ảnh hình tượng

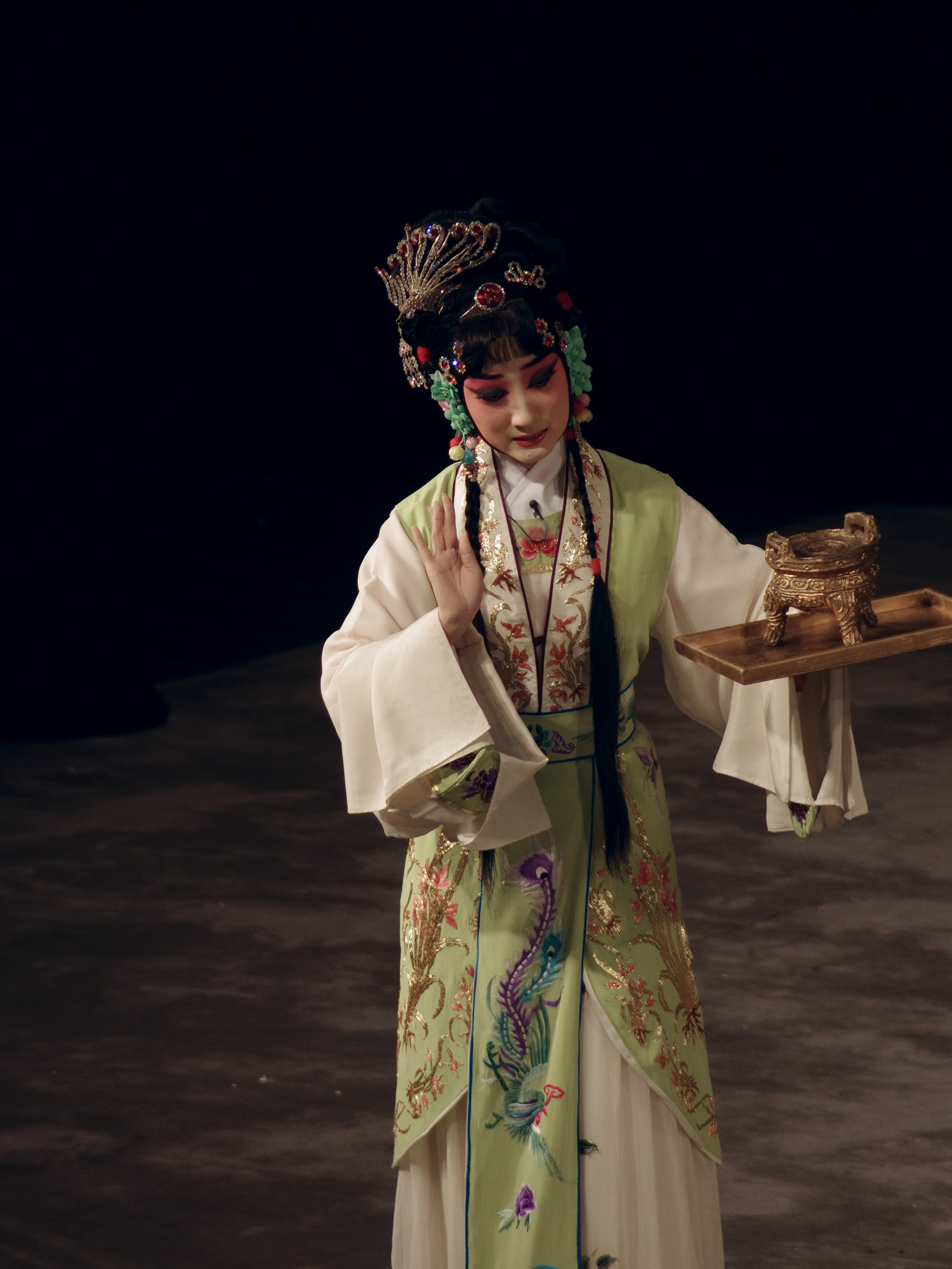
Tạo hình Điêu Thuyền trên sân khấu Kinh kịch.

### Sân khấu kịch
| Năm  | Tên kịch                     | Diễn viên đóng vai      | Đoàn kịch              |
| ---- | ---------------------------- | ----------------------- | ---------------------- |
| 2018 | 《Tái Điêu Thuyền》 (賽貂蟬) | Trác Văn Huyên - 卓文萱 | Toàn Dân đại đoàn kịch |

### Phim truyền hình
| Năm  | Tên phim                                   | Diễn viên                 | Chế tác                                     | Ghi chú                                                                                |
| ---- | ------------------------------------------ | ------------------------- | ------------------------------------------- | -------------------------------------------------------------------------------------- |
| 1987 | 《Điêu Thuyền》                            | Lợi Trí (利智)            | Đài ATV của Hong Kong                       |                                                                                        |
| 1988 | 《Điêu Thuyền》                            | Phan Nghinh Tử            | Công ty Truyền hình Trung Quốc của Đài Loan |                                                                                        |
| 1994 | 《Tam quốc diễn nghĩa》                    | Trần Hồng (陳紅)          | Trung Quốc Đại lục                          |                                                                                        |
| 1996 | 《Tam Quốc anh hùng truyện chi Quan Công》 | Khâu Vu Đình (邱于庭)     | Đài CTS của Đài Loan                        |                                                                                        |
| 2003 | 《Lữ Bố và Điêu Thuyền》                   | Trần Hồng                 | Trung Quốc Đại lục                          |                                                                                        |
| 2009 | 《Chung cực Tam Quốc》                     | Nhậm Dung Huyên (任容萱)  | Đài GTV của Đài Loan                        | Thể loại xuyên không, nữ chính Điêu Thuyền là một nữ sinh cao trung lạc về quá khứ     |
| 2010 | 《Tân Tam Quốc Diễn Nghĩa》                | Trần Hảo                  | Trung Quốc Đại lục                          |                                                                                        |
| 2013 | 《Tào Tháo》                               | Hàn Tuyết                 | Trung Quốc Đại lục                          |                                                                                        |
| 2016 | 《Võ Thần Triệu Tử Long》                  | Cổ Lực Na Trát            | Trung Quốc Đại lục                          |                                                                                        |
| 2017 | 《Chung cực Tam Quốc》                     | Triệu Nghiêu Kha (赵尧珂) | Youku                                       |                                                                                        |
| 2018 | 《Tam Quốc cơ mật chi Tiềm long tại uyên》 | Đổng Tuyền (董璇)         | Thượng Hải Đường Nhân                       | Trong phim tên là Nhâm Hồng Xương (任红昌), sử dụng truyền thuyết dã sử về Điêu Thuyền |

### Điện ảnh
| Năm  | Tên phim                                  | Diễn viên                | Khu làm phim       | Đơn vị chế tác                                   |
| ---- | ----------------------------------------- | ------------------------ | ------------------ | ------------------------------------------------ |
| 1938 | 《Điêu Thuyền》                           | Cố Lan Quân (顧蘭君)     | Hong Kong          | Công ty Tân Hoa Ảnh Nghiệp                       |
| 1953 | 《Điêu Thuyền》                           | Lệ Nhi (麗兒)            | Hong Kong          | Công ty phim màu Lệ Nhi                          |
| 1956 | 《Quan Công nguyệt hạ thích Điêu Thuyền》 | Đặng Bích Vân (鄧碧雲)   | Hong Kong          | Công ty phim nhựa Lệ Tinh                        |
| 1957 | 《Trần Cung mắng Tào》                    | Giang Đoan Nghi (江端儀) | Hong Kong          | Công ty Hợp Sinh Ảnh Nghiệp                      |
| 1958 | 《Điêu Thuyền》                           | Lâm Đại                  | Hong Kong          | Thiệu thị huynh đệ                               |
| 2012 | 《Đồng Tước Đài》                         | Lưu Diệc Phi             | Trung quốc đại lục | Trường Tập ảnh đoàn, Cộng Hòa Trí Lực ảnh nghiệp |
| 2021 | 《Chân Tam quốc vô song》                 | Cổ Lực Na Trát           | Trung quốc đại lục | Công ty Ngu Nhạc 3D Trung Quốc                   |

### Tái Điêu Thuyền
- Trong bộ phim chuyện ngoài chính sử Tể tướng Lưu gù có nhân vật Tái Điêu Thuyền, đó là lấy cảm hứng từ nàng Điêu Thuyền trong Tam Quốc diễn nghĩa này vậy.

### Trò chơi
- Dynasty Warriors
- Romance of the Three Kingdoms
- The Legend of Three Kingdoms
- Vương giả vinh diệu
- Liên Quân
- Tower of Saviors
- Công thành xưng đế